# Phymanthus crucifer
Phymanthus crucifer is een zeeanemonensoort uit de familie Phymanthidae.
Phymanthus crucifer is voor het eerst wetenschappelijk beschreven door Lesueur in 1817.